# Gra komputerowa

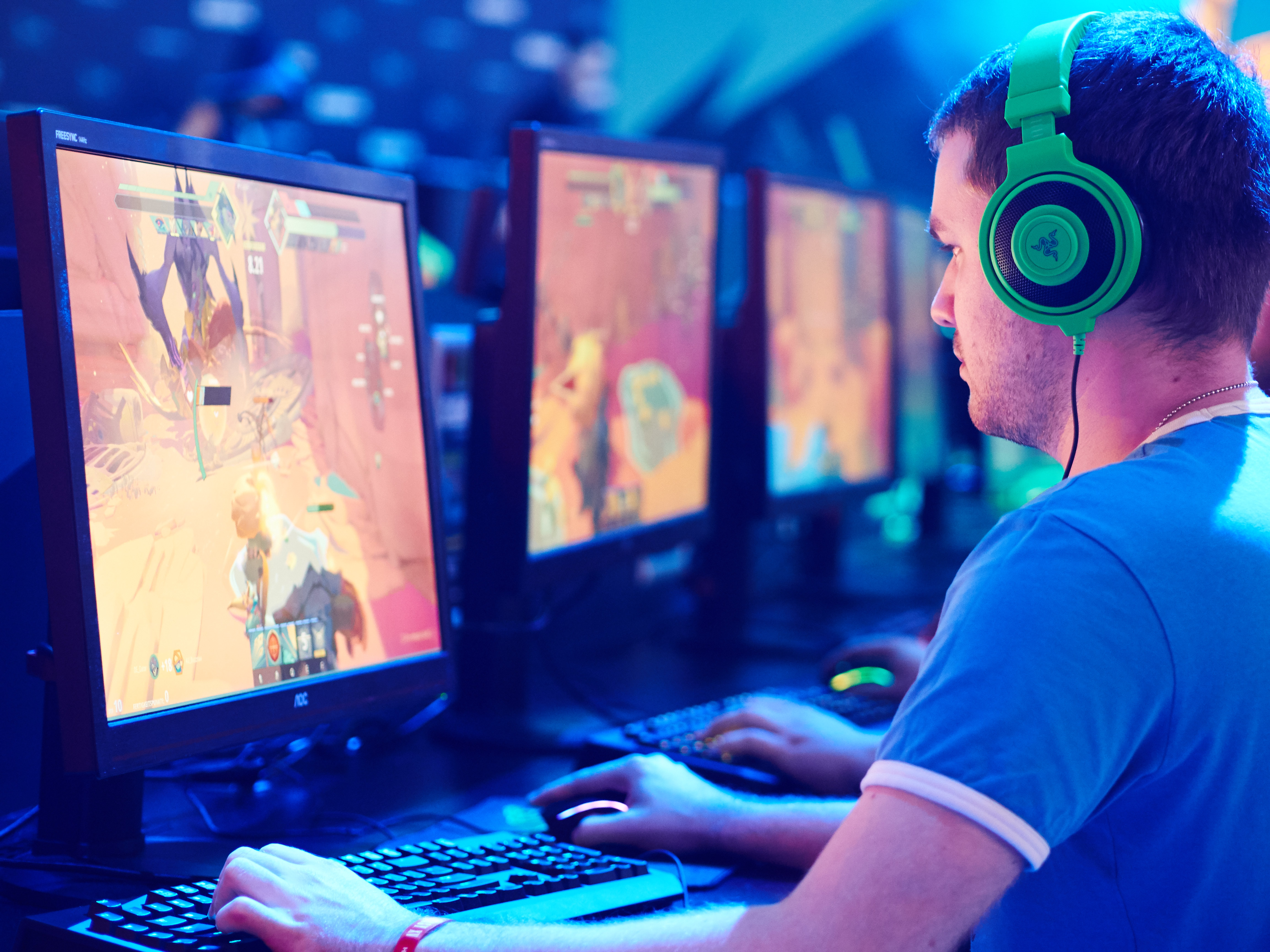
Gracz w trakcie rozgrywki na targach gamescom 2016

Gra komputerowa (gra wideo, ang. video game) – rodzaj oprogramowania komputerowego przeznaczonego do celów rozrywkowych bądź edukacyjnych (rozrywka interaktywna) i zazwyczaj wymagającego od użytkownika (gracza) pokonywania wyzwań wyznaczonych przez jej twórców. Gry komputerowe mogą być uruchamiane na komputerach osobistych, specjalnych automatach, konsolach do gry, telewizorach, telefonach komórkowych oraz innych mobilnych urządzeniach, nazywanych łącznie platformami sprzętowymi. Zadania stawiane przed graczem w grach komputerowych różnią się w zależności od gatunku i mogą polegać na przykład na rozwiązaniu zadania logicznego, eliminacji wirtualnych przeciwników, czy też rywalizacji ze sztuczną inteligencją bądź innymi graczami (gra wieloosobowa). Interaktywna rozrywka w celach zawodowych nosi nazwę sportu elektronicznego (ang. esports).
Gry komputerowe wywodzą się z gier planszowych, towarzyskich, fabularnych oraz różnych dyscyplin sportowych. Początki elektronicznego oprogramowania przeznaczonego do celów rozrywkowych wiązać należy z prototypami konstruowanymi na amerykańskich uczelniach. Gry komputerowe stały się produktem masowym za sprawą popularności konsol telewizyjnych i automatów w latach 70. XX wieku. Wraz z postępującą miniaturyzacją platform oraz powstaniem przenośnych urządzeń do grania, zyskiwały one coraz większą popularność. Specjalistyczne badania dotyczące gier (groznawstwo) wskazują na znaczący ich wpływ na psychikę gracza – zarówno pozytywny, jak i negatywny. Kontrowersje dotyczą także klasyfikowania interaktywnej rozrywki jako dziedziny sztuki.

## Historia

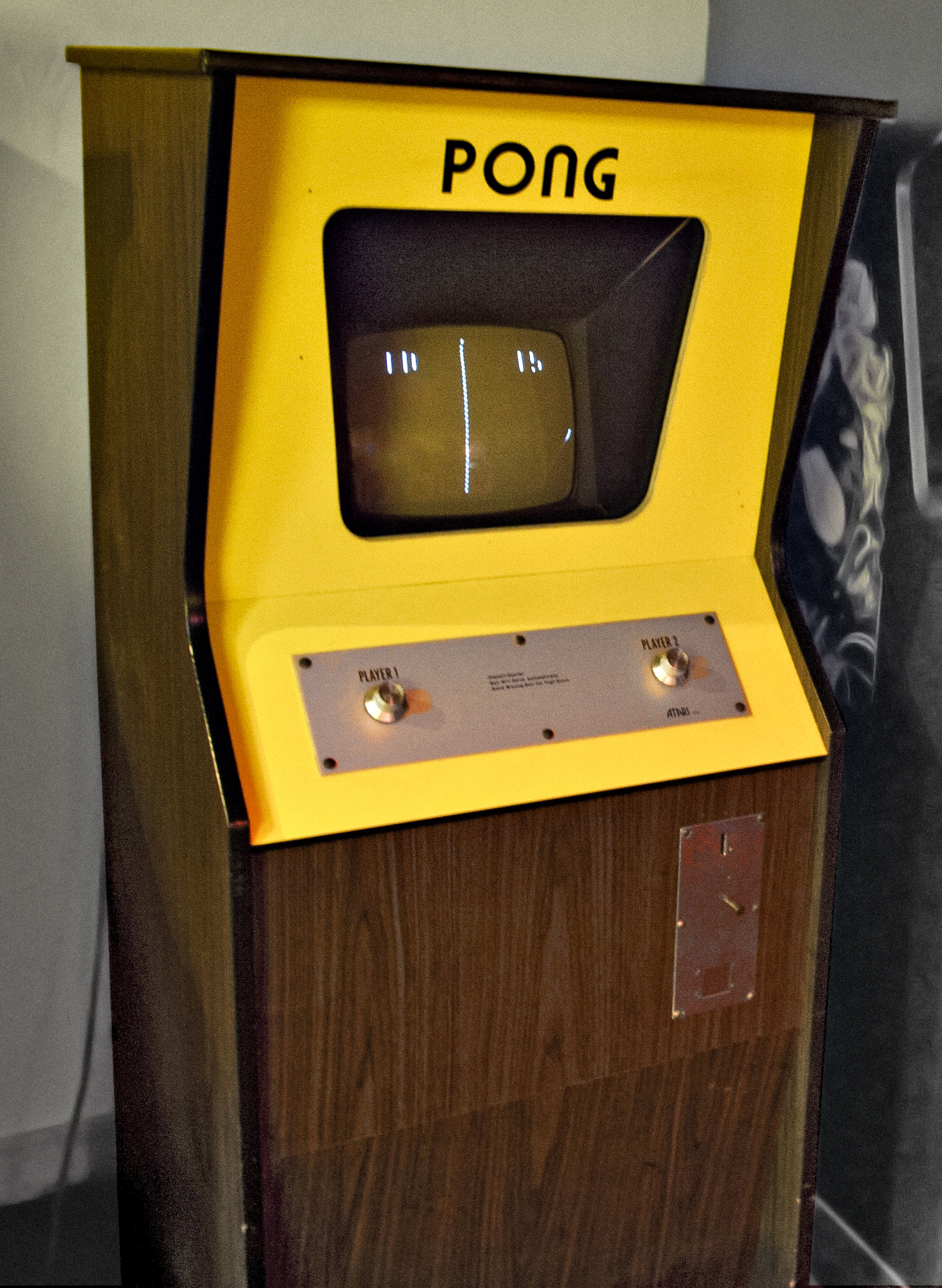
Automat z grą Pong

Początek gier komputerowych może być datowany na rok 1947 – datę wynalezienia analogowego symulatora pocisku rakietowego. W latach 50. i 60. XX wieku powstała seria produkcji akademickich uznanych za gry komputerowe, między innymi Spacewar! i Tennis for Two. Do masowego obiegu jednak gry weszły dopiero za sprawą amerykańskiego produktu Pong autorstwa Atari, jak również dzięki pojawieniu się automatów do gry (popularnych dzięki takim dziełom jak Space Invaders i Pac-Man) oraz pierwszych konsol. Wielka popularność gier na automaty powodowała zyski wynoszące ok. 5–7 miliardów dolarów. Załamanie rynku gier komputerowych nastąpiło jednak za sprawą zapaści branżowej w 1983 roku.
Lukę wywołaną przez zapaść amerykańskiej branży wykorzystało japońskie Nintendo do wejścia na rynek; odniosło ono znaczący sukces dzięki konsoli Nintendo Entertainment System, która poprawiła sytuację i zachęciła konkurencyjne przedsiębiorstwa do podjęcia rywalizacji z Nintendo. Komputery osobiste uzyskały większe znaczenie jako platforma do gier. W latach 90. XX wieku upowszechnienie się grafiki trójwymiarowej oraz rozgrywki wieloosobowej spowodowało ożywienie przemysłu. Początek XXI wieku to przeniknięcie rozrywki interaktywnej do Internetu (gry online) oraz urządzeń mobilnych.

## Cechy gier komputerowych
Podstawową cechą danej gry komputerowej, jak również innych form zabawy, jest cel, który wyznaczany jest przez jej twórców lub odbiorcę (gracza). Na drodze gracz napotyka wyzwania, które musi pokonać, a sama rozgrywka jest uatrakcyjniona przez formę audiowizualną. Kluczową kwestią dotyczącą gier komputerowych jest ich interaktywność, co odróżnia je na przykład od medium telewizyjnego; gracz wykazuje osobiste zaangażowanie w wydarzenia na ekranie i może mieć wpływ na ich przebieg. Postacią lub jednostką organizacyjną w świecie wirtualnym gracz steruje za pomocą kontrolera, którym może być klawiatura wraz z myszą, dżojstik, rysik, gamepad, kontrolery ruchu, ekran dotykowy (w przypadku smartfonów i tabletów) i inne specjalne urządzenia. Od 2010 roku i premiery Oculusa Rift oraz popularniejsze stają się gogle do wirtualnej rzeczywistości oraz wszelkie urządzenia do rozszerzonej rzeczywistości.
Gry komputerowe wymagają ponadto odbiornika wyświetlającego wytwarzany przez nie sygnał wideo; funkcję tych odbiorników pełnią monitor, wyświetlacz sprzętowy lub telewizor. Przebieg akcji gry nazywany jest mechaniką gry (ang. gameplay).
Gry komputerowe cechują się narracją, która warunkuje sposób ich ukończenia oraz możliwości gracza. W zależności od stopnia swobody danej graczowi narrację w grach dzieli się na trzy rodzaje: linearną, stawiającą nacisk na fabułę kosztem swobody gracza; rozgałęzioną, w której oprócz głównego wątku fabularnego istnieją poboczne; a także rozproszoną, za sprawą której gracz ma największą swobodę w tworzeniu akcji. Narrację gry mogą zaburzyć błędy informatyczne lub też oszustwa gracza wobec komputera.

### Aspekt socjologiczny
Gry komputerowe powstały przede wszystkim dla zaspokojenia ludzkiej potrzeby, jaką jest zabawa; rywalizują przy tym z innymi formami rozrywki, jakimi są gry planszowe i towarzyskie. Fakt ich rozprzestrzenienia oraz ludzkie potrzeby czerpania rozrywki (homo ludens) stały się przedmiotem reklam odwołujących się do formy zabawy; związane jest to z zapracowaniem społeczeństw konsumpcyjnych (ostatnio także Polski) i potrzebą odprężenia. Poza funkcjami rozrywkowymi gry komputerowe spełniają jednak także funkcję dydaktyczną – ze względu na swoją specyfikę (emocjonalne zaangażowanie gracza) i walory edukacyjne wspierają socjalizację u ludzi, choć nadal istnieją uprzedzenia co do ich zawartości dydaktycznej. Ważną cechą gier komputerowych jest także zastępowanie osamotnionej osobie towarzystwa ludzkiego.
W Stanach Zjednoczonych gry komputerowe traktowane są jako rozrywka dla dojrzałego odbiorcy, co potwierdza raport amerykańskiego stowarzyszenia Entertainment Software Association z 2012 roku, szacujący przeciętny wiek graczy na 30 lat. Z raportu wynika także, że gry kupują osoby w wieku średnio 35 lat, przy czym 42% respondentów uważało, że gry są dla nich bardziej wartościową rozrywką od filmów i albumów muzycznych. Spośród gier dostępnych online ankietowani wybierali najczęściej adaptacje gier planszowych i towarzyskich (42%); według danych NPD Group spośród sprzedawanych interaktywnych produkcji gracze najczęściej kupowali gry akcji (19%) i strzelanki (18,4%), natomiast przy zawężeniu badań do gier na komputery osobiste obiektem największego zainteresowania z ich strony były gry strategiczne (27,6%) i fabularne (21,1%).

### Aspekt psychologiczny
Wpływ gier komputerowych na psychikę graczy wzbudza kontrowersje wśród naukowców, którzy badają je od lat 80. XX wieku. Najczęściej przedstawiane przez nich zarzuty dotyczące nowej formy rozrywki to pobudzanie agresywności i emocjonalności w odbiorcach w stopniu większym niż na przykład telewizja, bezpośrednie ich zaangażowanie w tworzenie przemocy na ekranie (w przypadku tzw. gier agresywnych), oderwanie od rzeczywistości, a także skłonności do uzależnienia. Zwykle takie zarzuty nie mają jednak dokładnego pokrycia w badaniach, a ponadto ich twórcy zakładają, że wszystkie gry z reguły są agresywne, co stanowi nieprawdę; według danych Pan European Game Information ok. 40% ocenionych produkcji to gry odpowiednie dla dzieci powyżej 3 lat. Ponadto potencjalny wzrost agresji dotyczy przede wszystkim osób grających samotnie i nie przejawia się w grze wieloosobowej.
Gry komputerowe mogą wspomagać rozwój człowieka. Doskonalą one zdolności manualne przydatne w karierze zawodowej, ćwiczą szybsze podejmowanie decyzji w prawdziwym życiu, a w niektórych okolicznościach poprawiają u graczy umiejętność rozróżniania odcieni szarości. Niektóre gry są wykorzystywane także w celach terapeutycznych, na przykład do zwalczania depresji. Dzieła interaktywnej rozrywki mogą też służyć do ćwiczenia zdolności logicznego myślenia i wnioskowania, a także rozwiązywania problemów metodą prób i błędów. Prowadzone są badania nad korzystnym wpływem gier komputerowych w depresji, zespole stresu pourazowego, wczesnym otępieniu, chorobie Parkinsona, chorobie Alzheimera i stwardnieniu rozsianym.

### Aspekt kulturowy

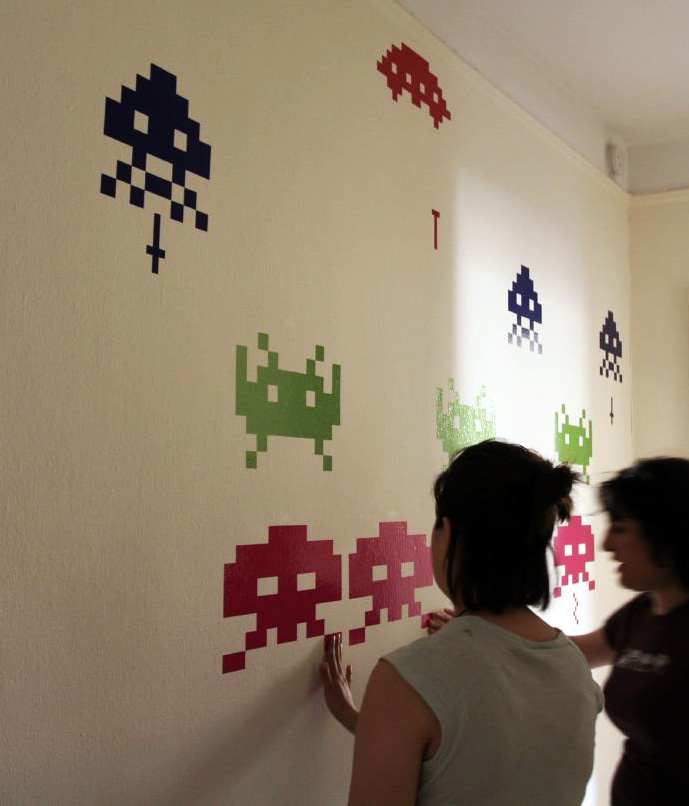
Wystawa wykorzystująca postacie z gry Space Invaders

Gry komputerowe czerpią z różnych rodzajów mediów: książek, komiksów czy filmów, przetwarzając tym samym kulturę masową; jednym z przejawów tych nawiązań jest umieszczanie w grach tzw. easter eggów. W związku z tym gry zaliczane są do dzieł sztuki postmodernistycznej, ponieważ każdy gracz inaczej odbiera zawarty w nich przekaz i dzięki swoim działaniom staje się niekiedy współautorem rozgrywki. Walory interaktywne gier stanowią inspirację dla artystów; produkowane są też adaptacje literackie i filmowe sztuki interaktywnej, a inicjatywę ze strony graczy stanowią machinimy.
Kontrowersje dotyczą traktowania gier komputerowych jako dziedziny sztuki. Różne badania wskazują na emocjonalny potencjał gier, zdolność wywoływania u graczy zarówno pozytywnych, jak i negatywnych emocji przynależnych innym, bardziej stabilnym formom medialnym. Zwolennicy gier komputerowych jako sztuki uznają również, że te media umożliwiają przeżywanie wzniosłych uczuć estetycznych. Złożoność procesu produkcyjnego gier stawia je na równi z również kolektywnie tworzonymi filmami. Co więcej, nie tylko gry inspirują się filmowymi środkami wyrazu, ale można spotkać też odwrotny proces – inspirację filmów środkami typowymi dla gier. Potencjalny status gier jako sztuki pozwala też bronić je przed cenzurą państwową lub branżową.
Przeciwnicy uznawania gier za sztukę argumentują, że produkcja gier najczęściej ma charakter komercyjny (choć taka optyka zupełnie nie uwzględnia lokalnych warunków tworzenia oraz sektora indie) i jest nastawiona przede wszystkim na rozrywkę (choć powstają też gry o charakterze niekomercyjnym lub nawet perswazyjnym). Pokutuje też przekonanie, że kolektywny proces produkcji gier wyklucza rolę jednostek, a więc nie odzwierciedla typowo europejskiej, romantycznej wizji samotnego artysty. Wreszcie konieczność aktywnego uczestnictwa w grze zdaniem części krytyków sugeruje, że gracze – skupiający się z reguły na opanowaniu mechaniki – nie znajdują czasu na kontemplację gier jako przeżyć estetycznych. Głosy polemiczne wskazują jednak, że przeżyciem estetycznym w sztuce jest zmiana światopoglądu i przekonań osoby obcującej z dziełem, a gry mogą oferować takie doznania.

### Aspekt sportowy
Gry komputerowe stanowią także dziedzinę sportu, wykorzystującą możliwości rozgrywki wieloosobowej do zawodowego współzawodnictwa między graczami; poszczególne gry stanowią wtedy oddzielne konkurencje sportowe. Sport elektroniczny stał się głośny za sprawą zawodów World Cyber Games, organizowanych od 1998 roku; w następnych latach powstały inne tego typu mistrzostwa.

### Zastosowanie gier komputerowych w praktyce
Rozwiązania rodem z gier komputerowych znajdują szerokie zastosowania, co wyrażone jest terminem grywalizacja (ang. gamification) – przenikania świata gier do rzeczywistości. Pierwszą instytucją, która znalazła pożytek z gier, było wojsko amerykańskie, które w latach 50. XX wieku zaczęło je stosować w formie symulacji do szkolenia żołnierzy. Od tego okresu sektor biznesowy stosuje gry do ćwiczenia u pracowników zdolności współzawodnictwa oraz nowoczesnego zarządzania. Od czasu powstania The Oregon Trail w 1971 roku, gry komputerowe znajdują również zastosowanie edukacyjne i wykorzystywane są w edukacji szkolnej. Proces gamification widoczny jest także w strategiach marketingowych i reklamach społecznych.

## Klasyfikacje gier

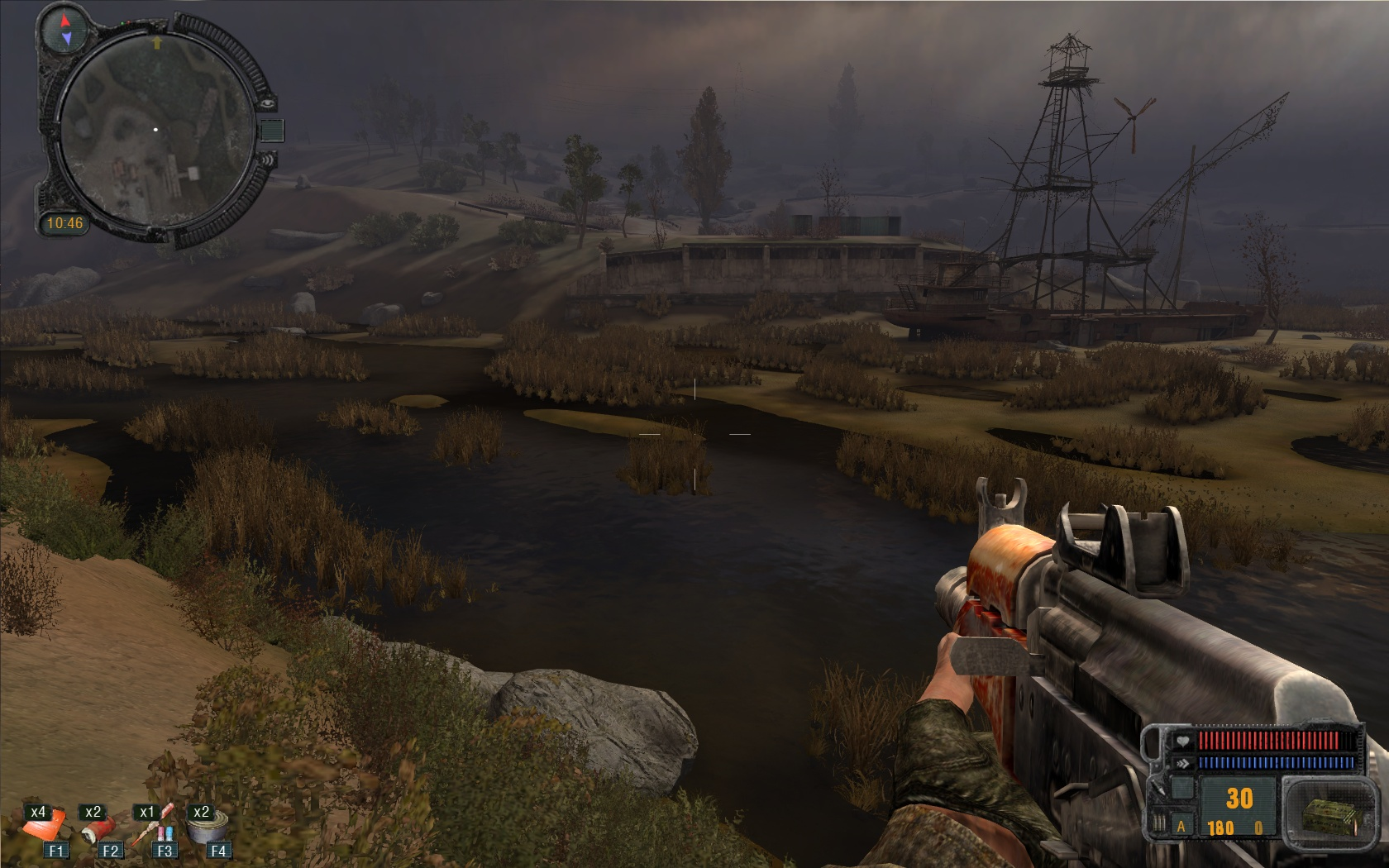
Zrzut ekranowy przykładowej gry z gatunku FPS – S.T.A.L.K.E.R.: Zew Prypeci

Zadania stawiane przed graczem różnią się w zależności od gatunku danej gry; w praktyce niektóre produkcje łączą w sobie cechy kilku gatunków. Najprostsza, aczkolwiek niepełna klasyfikacja dzieli gry komputerowe na osiem rodzajów: edukacyjne, fabularne, logiczne, przygodowe, sportowe, strategiczne, symulacyjne i zręcznościowe, które dzielą się z kolei na około 40 specjalnych gatunków.

### Klasyfikacja wiekowa
Istnieją liczne systemy oceniania gier komputerowych, dokonujące ich klasyfikacji wiekowej w celu ochrony nieletnich przed nieodpowiednią dla nich treścią. Przykładowo w Stanach Zjednoczonych prawnie obowiązuje Entertainment Software Rating Board (ESRB), w większości krajów europejskich – Pan European Game Information (PEGI), w Niemczech – Unterhaltungssoftware Selbstkontrolle (USK), a w Japonii – Computer Entertainment Rating Organization (CERO). Sposoby egzekwowania systemów oceniania w różnych państwach są inne. W Stanach Zjednoczonych gry oznaczone przez ESRB jako przeznaczone wyłącznie dla dorosłych są wycofywane z obiegu, natomiast oznaczenia PEGI i CERO nie mają mocy prawnej w krajach ich używających.

## Tworzenie gier komputerowych
Podstawą tworzenia gry komputerowej, tak samo jak oprogramowania komputerowego, jest jej programowanie, które jest dokonywane często przy użyciu silnika gry. W trójwymiarowych produkcjach wykorzystywane są między innymi rodziny silników id Tech, Unreal Engine i CryEngine. Oprócz programistów w skład studia produkującego gry wchodzą projektanci (rzadziej reżyserzy), kompozytorzy, scenarzyści, artyści i inne osoby. Jako że gry komputerowe są głównie produktami komercyjnymi (przy pominięciu gier niezależnych), ich twórcy muszą określić, do jakiego gatunku należy dana gra, jaki ma cel i dla kogo jest przeznaczona.
Dla zwiększenia realizmu przedstawianego świata wykorzystuje się środki techniczne, np. technikę przechwytywania ruchu (ang. motion capture), śledzenie promieni (ang. ray tracing), a także silniki fizyczne, takie jak Havok, PhysX czy Euphoria. Współcześnie producenci gier coraz częściej wspomagają się narzędziami do sztucznej inteligencji.
Po przeprowadzeniu testów wersji beta, mających za zadanie wykryć błędy w kodzie i mechanice gry, produkt jest wypuszczany do obiegu w formie nośnika (na przykład DVD) albo w ramach dystrybucji cyfrowej. Gry komputerowe mogą być używane także w ramach cloud gamingu, tzn. poprzez strumieniowanie w internecie (Xbox Cloud Gaming, PlayStation Now, GeForce Now).

## Branża gier komputerowych

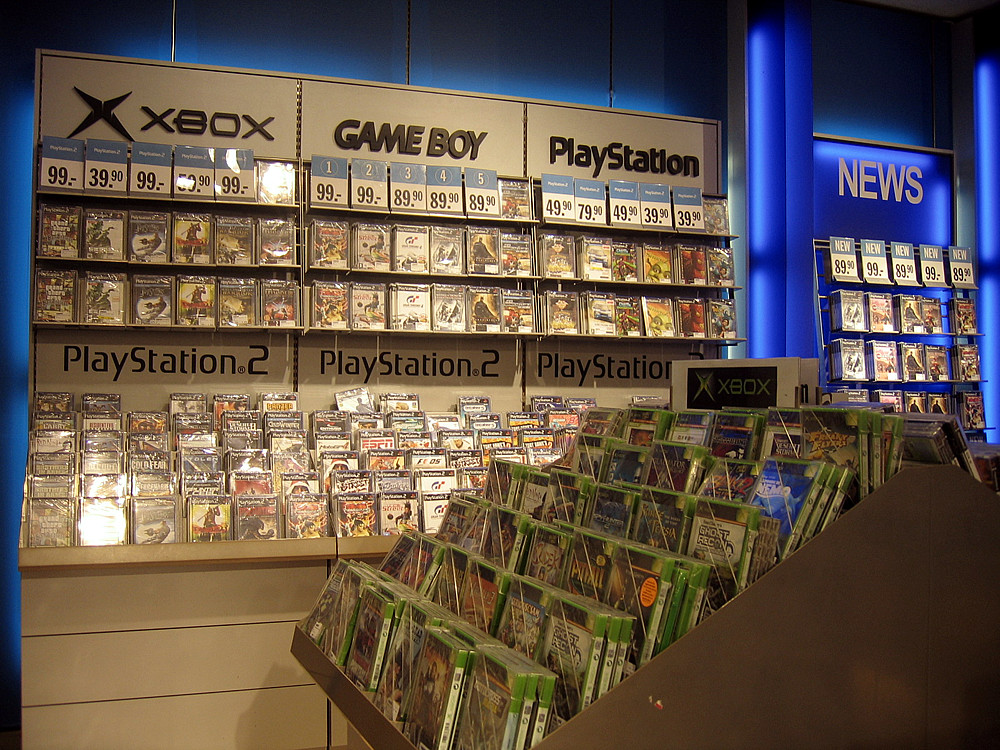
Półka sklepowa z grami komputerowymi w Genewie

Branża gier komputerowych to określenie branży gospodarczej zajmującej się produkcją, promocją (marketingiem) oraz sprzedażą gier komputerowych w celach komercyjnych. Promocja gier komercyjnych odbywa się za pomocą kampanii promocyjnych, publikacji wersji demonstracyjnych gier, czy też na targach i festiwalach związanych z branżą. Najpopularniejsze z targów to Electronic Entertainment Expo z siedzibą w Los Angeles, niemiecki Gamescom (niegdyś Games Convention) i japońskie Tokyo Game Show.
Na przestrzeni lat wykształciły się wielkie przedsiębiorstwa branżowe, między innymi Electronic Arts, Activision Blizzard, Sony Computer Entertainment, Microsoft, Nintendo czy Ubisoft, odpowiedzialne za wydawnictwo gier lub tworzenie platform rozrywki interaktywnej; oprócz nich działają niezależne studia, produkujące gry oraz wydające je na własną rękę. Obok tradycyjnej sprzedaży pudełkowej upowszechnia się dystrybucja cyfrowa poprzez internet oraz serwisy takie jak PlayStation Store, Steam czy Xbox Live Marketplace; często twórcy gier przestawiają się na model biznesowy free-to-play, w którym gracz może grać bezpłatnie, ale dodatkowe funkcjonalności wymagają uiszczania opłat (mikrotransakcji). W sektorze mobilnym praktycznie dystrybucję gier kontrolują dwie spółki: Apple (na platformie iOS) oraz Google (na platformie Android). Praktyką stosowaną przez twórców gier jest tworzenie dodatków i rozszerzeń oraz zawartości do pobrania, które wydłużają żywotność danych gier, a nawet model subskrypcyjny (Game Pass) warunkujący możliwość używania gry w ogóle. Inicjatywą graczy jest wydawanie modyfikacji zmieniających zasady rozgrywki, dodających nowe wątki i możliwości.
Branża gier komputerowych jest dochodowym źródłem biznesu; szacowana wartość tego rynku w 2011 roku wyniosła 52 miliardy dolarów. W maju 2015 roku światowa branża gier warta była już 74,2 miliardy dolarów, z czego 23,6 miliarda wart był rynek północnoamerykański, 23,1 miliarda – azjatycki, 22,1 miliardy – europejski, a południowoamerykański – 4,5 miliarda. W 2024 roku szacunkowo wartość rynku gier komputerowych wzrosła do 187,7 miliarda dolarów, z czego sektor gier mobilnych – 98,7 miliarda. Pośrednio do rozwoju branży growej przyczyniła się pandemia COVID-19, która okresowo wymusiła na części populacji świata pozostanie w domach. Po 2023 roku obserwowano jednak falę zwolnień w całej branży, wespół ze spadkami notowań na giełdach. Stagnację na rynku zachodnim powoli zaczęły wykorzystywać kraje rozwijające się, np. wkraczająca do zachodniego sektora Chińska Republika Ludowa.
Media związane z branżą organizują liczne festiwale, na których przyznają nagrody poszczególnym grom. Wśród takich ceremonii znajdują się Spike Video Game Awards, Interactive Achievement Awards, British Academy Video Games Awards, Game Critics Awards oraz Independent Games Festival.